# Clarotes bidorsalis
Clarotes bidorsalis is een straalvinnige vissensoort uit de familie van de stekelmeervallen (Claroteidae). De wetenschappelijke naam van de soort is voor het eerst geldig gepubliceerd in 1938 door Pellegrin.